# Richard Gravier
Pour les articles homonymes, voir Gravier.
Richard Gravier, né le 28 septembre 1974 à Lanslebourg, est un skieur alpin français.

## Biographie
Il est le fils de Louis Gravier, entrepreneur dans le BTP. Il est membre de l'équipe de France de ski alpin entre 1992 et 2004.
En 1992, il participe à ses premiers championnats du monde juniors à Maribor. Il y prend notamment la 11e place du slalom. L'année suivante, aux championnats du monde juniors à Montecampione, il se classe 7e du combiné, à nouveau 11e du slalom et 14e de la descente.
En janvier 1996, il obtient son meilleur résultat en coupe du monde en prenant la 13e place du slalom de Veysonnaz. En février 1996, aux championnats du monde à Sierra Nevada il se classe 16e du slalom.
En 1997, il obtient ses 2 premiers podiums en coupe d'Europe, et il prend la seconde place du classement général de la spécialité.
En janvier 1998, il remporte son premier slalom de coupe d'Europe dans l'épreuve de Kranjska Gora. En mars il est sacré Champion de France de slalom à Serre Chevalier devant Yves Dimier, Joël Chenal et François Simond. 
C'est en 1999, qu'il obtient son meilleur classement général en Coupe du monde de slalom avec une 28e place.
En février 2002, il décroche une seconde victoire en coupe d'Europe de slalom à Sappada et temine la saison à la 6e place du classement général de la spécialité.
En 2003, ainsi qu'en 2004, il est sacré Champion de France du combiné.
Après sa carrière sportive, il s'engage dans l'entreprise de BTP créée par son père (qu'il préside depuis 2016), et avec ce dernier il construit à Val Cenis un hôtel 4 étoiles Le Saint-Charles, inauguré en mars 2016.

## Palmarès

### Championnats du monde
| Épreuve / Édition           | Slalom |
| Mondiaux 1996 Sierra Nevada | 16e    |

### Coupe du monde
- Meilleur classement général : 76e en 1999.
- Meilleur classement de slalom: 28e en 1999.

3 tops-15 en slalom
- Meilleur résultat en slalom : 13e à Veysonnaz en janvier 1996

#### Classements
| Saison / Épreuve | Saison / Épreuve | Général | Général | Slalom | Slalom |
| ---------------- | ---------------- | ------- | ------- | ------ | ------ |
| Saison / Épreuve | Saison / Épreuve | Class.  | Points  | Class. | Points |
| 1994-1995        | 1994-1995        | 130e    | 5       | 47e    | 5      |
| 1995-1996        | 1995-1996        | 119e    | 20      | 42e    | 20     |
| 1997-1998        | 1997-1998        | 87e     | 37      | 33e    | 37     |
| 1998-1999        | 1998-1999        | 76e     | 48      | 28e    | 48     |
| 1999-2000        | 1999-2000        | 125e    | 7       | 53e    | 7      |
| 2002-2003        | 2002-2003        | 118e    | 14      | 44e    | 14     |
| 2003-2004        | 2003-2004        | 121e    | 13      | 51e    | 13     |

### Championnats du monde juniors
| Épreuve / Édition                    | Descente | Super G | Slalom géant | Slalom | Combiné |
| Mondiaux 1992 Maribor                | 39e      | -       | -            | 11e    | -       |
| Mondiaux 1993 Montecampione / Colere | 14e      | 23e     | 46e          | 11e    | 7e      |

### Coupe d'Europe
2e du classement de la coupe d'Europe de slalom en 1997
14 tops-5 dont 7 podiums et 2 victoires :
- 1er du slalom  de Kranjska Gora en janvier 1998
- 1er du slalom de Sappada en février 2002

#### Classements
| Saison / Épreuve | Saison / Épreuve | Général | Général | Slalom | Slalom |
| ---------------- | ---------------- | ------- | ------- | ------ | ------ |
| Saison / Épreuve | Saison / Épreuve | Class.  | Points  | Class. | Points |
| 1994-19975       | 1994-19975       | 34e     | 47      | 11e    | 47     |
| 1995-1996        | 1995-1996        | 53e     | 36      | 15e    | 36     |
| 1996-1997        | 1996-1997        | 12e     | 356     | 2d     | 356    |
| 1997-1998        | 1997-1998        | 24e     | 256     | 8e     | 256    |
| 1998-1999        | 1998-1999        | 40e     | 170     | 15e    | 170    |
| 1999-2000        | 1999-2000        | 127e    | 22      | 62e    | 22     |
| 2000-2001        | 2000-2001        | 59e     | 109     | 17e    | 109    |
| 2001-2002        | 2001-2002        | 30e     | 263     | 6e     | 263    |
| 2002-2003        | 2002-2003        | 31e     | 268     | 11e    | 268    |
| 2003-2004        | 2003-2004        | 112e    | 42      | 52e    | 42     |

### Championnats de France

#### Élite
| Édition / Epreuve                          | Descente | Super G | Slalom géant | Slalom | Combiné |
| ------------------------------------------ | -------- | ------- | ------------ | ------ | ------- |
| Championnats 1995 Les Arcs                 | 24e      | 59e     | 27e          | Ab     |         |
| Championnats 1996 Les Menuires             | 44e      | Ab      | 19e          | Ab     |         |
| Championnats 1997 Alpe d'Huez              | 18e      | -       | 28e          | Ab     |         |
| Championnats 1998 Serre Chevalier          | -        | -       | Ab           | Or     |         |
| Championnats 2000 Valloire / Alpe d'Huez   | -        | -       | Ab           | 10e    |         |
| Championnats 2001 Alpe d'Huez / Courchevel | -        | -       | Ab           | 5e     |         |
| Championnats 2002 Megève / Val d'Isère     | 14e      | -       | 38e          | 5e     |         |
| Championnats 2003 Les Menuires             | 7e       | -       | -            | 4e     | Or      |
| Championnats 2004 Flaine / Les Carroz      | 14e      | -       | -            | 6e     | Or      |
| Championnats 2005 L'Alpe d'Huez            | -        | -       | -            | Ab     |         |